# توماس كروفورد
توماس كروفورد (بالإنجليزية: Thomas Crawford)‏ هو سياسي أسترالي، ولد في 31 يناير 1865 في أستراليا، وتوفي في 8 يونيو 1948 في أستراليا. حزبياً، نشط في Nationalist Party (Australia) ‏. وقد انتخب عضو مجلس الشيوخ الأسترالي ‏ عن دائرة كوينزلاند (1 يوليو 1917 – 30 يونيو 1947).